# Tomopteris erythrea
Tomopteris erythrea är en ringmaskart som beskrevs av Caroli in Dales 1956. Tomopteris erythrea ingår i släktet Tomopteris och familjen Tomopteridae. Inga underarter finns listade i Catalogue of Life.